# Ouvrage de l'Otterbiel
L'ouvrage de l'Otterbiel est un ouvrage fortifié de la ligne Maginot, situé sur la commune de Bitche, dans le département de la Moselle.
C'est un petit ouvrage mixte d'artillerie et d'infanterie, comptant cinq blocs. Construit à partir de 1931, il a été épargné par les combats de juin 1940, puis légèrement abimé par ceux de mars 1945, avant d'être partiellement réparé au début de la guerre froide.

## Position sur la ligne
Faisant partie du sous-secteur de Bitche dans le secteur fortifié de Rohrbach, l'ouvrage de l'Otterbiel, portant l'indicatif O 400, est intégré à la « ligne principale de résistance » entre les casemates CORF d'intervalle de Ramstein Est à l'ouest et du Champ-d'Aviation Ouest à l'est, à portée de tir des canons des gros ouvrages du Simserhof (O 300) et du Grand-Hohékirkel (O 450).
L'ouvrage est installé sur la cote 367, appelée le Grand Otterbuehl, à l'extrémité occidentale du camp de Bitche.

## Description
L'ouvrage est composé en surface de quatre blocs de combat et d'un bloc d'entrée, avec en souterrain des magasins à munitions (M 2), des PC, des stocks d'eau, de gazole et de nourriture, des installations de ventilation et de filtrage de l'air, une usine électrique et une caserne, le tout relié par des galeries profondément enterrées. L'énergie était fournie par trois groupes électrogènes, composés chacun d'un moteur Diesel SMIM 6 SR 18 (six cylindres, fournissant une puissance de 125 ch à 600 tours par minute) couplé à un alternateur, complétés par un petit groupe auxiliaire (un moteur CLM 1 PJ 65, de 8 ch à 1 000 tr/min) servant à l'éclairage d'urgence de l'usine et au démarrage pneumatique des gros diesels. Le refroidissement des moteurs se fait par circulation d'eau.
En raison des restrictions budgétaires, l'entrée pour les hommes et trois bloc d'artillerie (une tourelle de 81 mm et deux casemates pour chacune trois canons de 75 mm), initialement prévus, ne furent jamais réalisés, faisant de l'Otterbiel un ouvrage inachevé.
Le bloc 1 est une casemate cuirassée d'infanterie avec une tourelle de mitrailleuses protégée par une cloche GFM (guetteur fusil mitrailleur).
Le bloc 2 est une casemate d'infanterie flanquant vers l'ouest, équipée d'un créneau mixte pour JM/AC 47 (jumelage de mitrailleuses et canon antichar de 47 mm), d'un autre créneau pour JM, une cloche JM, deux cloches GFM et une cloche LG (lance-grenades). Le bloc possède une antenne TSF.
Le bloc 3 est une casemate mixte flanquant vers l'est, équipée d'un créneau mixte pour JM/AC 47, d'un autre créneau pour JM, d'une tourelle de mortier de 81 mm, d'une cloche JM et de deux cloches GFM. Il est également équipé d'une antenne TSF.
Le bloc 4 est un observatoire, équipé d'une cloche VDP (vue directe et périscopique, indicatif O 15) et de deux cloches GFM pour sa défense.
L'entrée mixte est une entrée pour munitions de type B de plain-pied, à approvisionnement par camions. Elle est protégée par un créneau mixte pour JM/AC 47 qui ne sera jamais équipé faute de crédits, et de deux cloches GFM. La défense rapprochée se fait uniquement par des fusils-mitrailleurs.

## Histoire
L'ouvrage est toujours dans le camp militaire de Bitche, donc l'accès en est interdit.